# Трансформатор струму

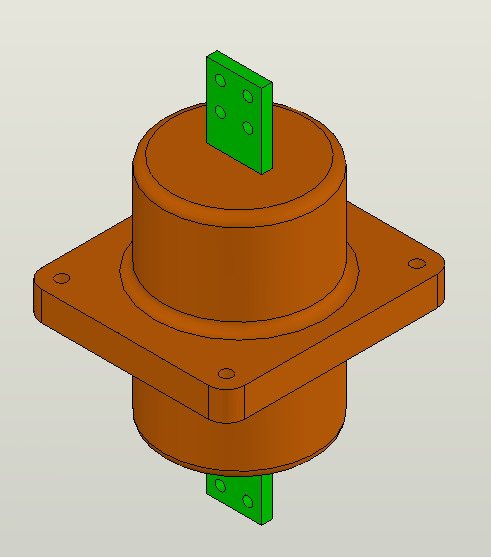
Вимірювальний трансформатор струму ТПОЛ-10

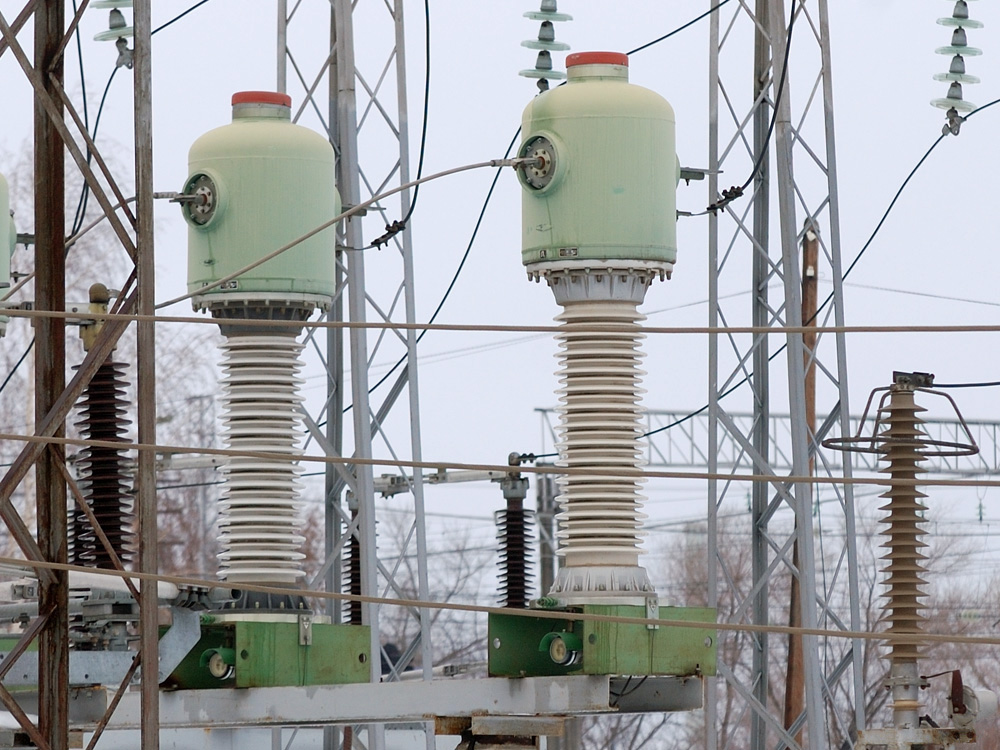
Елегазові трансформатори струму ТГФМ-110

Трансформа́тор стру́му (англ. current transformer) — вимірювальний трансформатор, в якому за нормальних умов застосування струм вторинної обмотки практично пропорційний первинному струму та за правильного ввімкнення зсунутий відносно нього за фазою на кут, близький до нуля.
Трансформатор струму призначений задля перетворення струму до значення, зручного для вимірювання. Первинну обмотку трансформатора струму вмикають послідовно у коло зі змінним струмом, що вимірюється. А до вторинної під'єднують вимірювальні, або захисні прилади. Струм, що протікає вторинною обмоткою трансформатора струму, пропорційний до струму, який протікає його первинною обмоткою.
Трансформатори струму широко застосовують для вимірювання електричного струму й у пристроях релейного захисту електроенергетичних систем, через що на них накладаються високі вимоги за точністю. Трансформатори струму уможливлюють безпеку вимірювань, ізолюючи вимірювальні кола від первинного кола з високою напругою, яка часто становить сотні кіловольт.
Зазвичай, трансформатор струму виготовляють з двома та більше групами вторинних обмоток: одна використовується для під'єднання пристроїв захисту, інша, більш точна — для під'єднання засобів обліку і вимірювання (наприклад, електричних лічильників).

## Особливості конструкції
Вторинні обмотки трансформатора струму (не менше однієї на кожен магнітопровід) обов'язково навантажуються. Опір навантаження суворо регламентовано вимогами до точності коефіцієнта трансформації. Незначне відхилення опору вторинної обмотки від номіналу (зазначеного на табличці) за модулем повного Z або cos ф (зазвичай cos=0,8 індуктив.) призводить до зміни похибки перетворення і, можливо погіршення вимірювальних якостей трансформатора. Значне збільшення опору навантаження створює високу напругу у вторинній обмотці, яка достатня для пробою ізоляції трансформатора, що призводить до виходу з ладу трансформатора, а також створює загрозу життю робітників, які його обслуговують. Крім того, через зростання втрат в осерді, магнітопровід трансформатора починає перегріватися, що так само може призвести до пошкодження (або, як мінімум, до зносу) ізоляції та подальшого її пробою.
Повністю розімкнена вторинна обмотка трансформатора струму не створює компенсуючий магнітний потік в осерді, що призводить до перегрівання магнітопроводу і його вигорянню. До того-ж, магнітний потік, створений первинною обмоткою, має дуже високе значення і втрати в магнітопроводі занадто його нагрівають .
Коефіцієнт трансформації вимірювальних трансформаторів струму є їх основною характеристикою. Номінальний (ідеальний) коефіцієнт вказується на шильдику трансформатора у вигляді відношення номінального струму первинної (первинних) обмоток до номінального струму вторинної (вторинних) обмоток, наприклад, 100/5 А чи 10-15-50-100/5 А (для первинних обмоток з декількома секціями витків). Але, реальний коефіцієнт трансформації, дещо відрізняється від номінального. Ця відмінність характеризується величиною похибки перетворення, що складається з двох складових — синфазної і квадратурної. Перша характеризує відхилення за величиною, друга відхилення за фазою вторинного струму реального, від номінального. Ці величини регламентовані державними стандартами і служать основою для надання трансформаторам струму класів точності під час проектування та виготовлення. Оскільки у магнітних системах мають місце втрати пов'язані з намагнічуванням і нагріванням магнітопроводу, вторинний струм виявляється менше номінального (тобто похибка негативна) в усіх трансформаторів струму. Через це, для поліпшення характеристик і внесення позитивного зсуву у похибку перетворення застосовують виткову корекцію. А це означає, що коефіцієнт трансформації у таких уточнених трансформаторах, не відповідає звичній формулі співвідношень витків первинної та вторинної обмоток.

## Схеми під'єднання вимірювальних трансформаторів струму

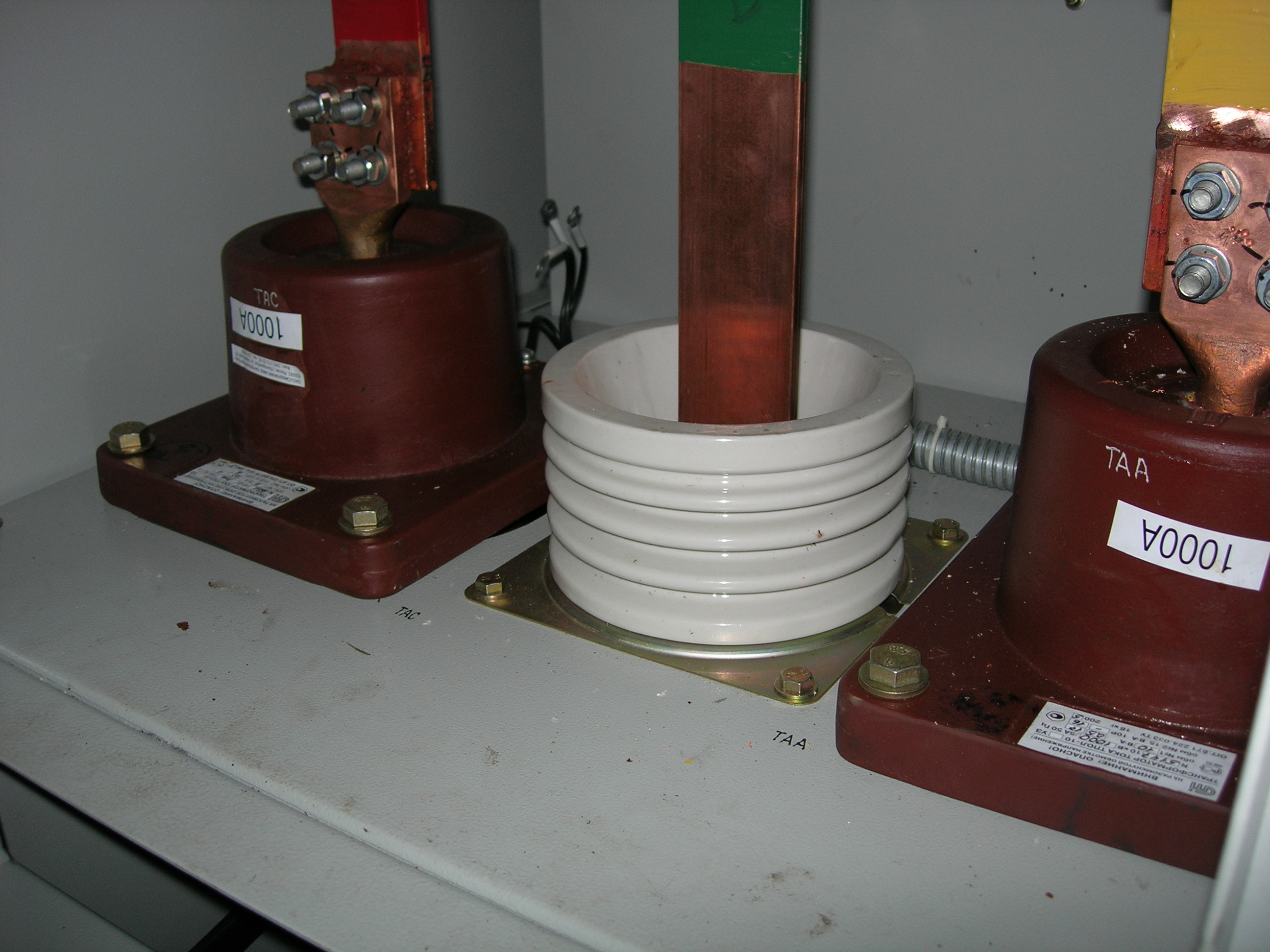
Два трансформатора струму в комірці КРУ — 10кВ

У трифазних мережах з напругою 6-10 кВ встановлюють трансформатори як у всіх трьох фазах, так і тільки у двох (A і C). У мережах з напругою 35 кВ і вище трансформатори струму в обов'язковому порядку встановлюються у всіх трьох фазах.
У разі встановлення у три фази вторинні обмотки трансформаторів струму з'єднуються в «зірку» (рис.1), у разі двох фаз — «неповну зірку» (рис.2). Для диференційних захистів трансформаторів з електромеханічними реле, трансформатори під'єднують за схемою «трикутника»

## Класифікація трансформаторів струму
Трансформатори струму класифікують за різними ознаками:
 
1. За призначенням трансформатори струму можна розділити на вимірювальні, захисні, проміжні (для ввімкнення вимірювальних приладів у струмові кола релейного захисту, для вирівнювання струмів у схемах диференціальних захистів тощо) і лабораторні (високої точності, а також з багатьма коефіцієнтами трансформації).
2. За умовами встановлення, розрізняють трансформатори струму:
  1. для зовнішнього встановлення (у відкритих розподільних пристроях);
  2. для закритого встановлення;
  3. вбудовані в електричні апарати та машини: вимикачі, трансформатори, генератори тощо;
  4. накладні — надіваються зверху на прохідний ізолятор (наприклад, на високовольтний ввід силового трансформатора);
  5. переносні (для контрольних вимірів і лабораторних випробувань).
3. За конструкцією первинної обмотки трансформатори струму поділяють на:
  1. багатовиткові (котушкові, з петльовою обмоткою і з вісімкоподібною обмоткою);
  2. одновиткові (стрижневі);
  3. шинні.
4. За способом встановлення трансформатори струму для закритого і зовнішнього встановлення поділяють на:
  1. прохідні;
  2. опорні.
  3. За виконанням ізоляції трансформатори струму можна розділити на групи:
  4. із сухою ізоляцією (порцеляна, Бакеліт, лита епоксидна ізоляція тощо);
  5. з паперово-масляною ізоляцією і з конденсаторною паперово-масляною ізоляцією;
  6. газонаповнені (елегаз);
  7. з заливкою компаундом.
5. За кількістю ступенів трансформації, є трансформатори струму:
  1. одноступінчасті;
  2. двоступінчасті (каскадні).
6. За робочою напругою розрізняють трансформатори:
  1. на номінальну напругу понад 1000 В;
  2. на номінальну напругу до 1000 В.

## Зауваження
Результуючий магнітний потік у магнітопроводі трансформатора струму дорівнює різниці магнітних потоків, що створюються первинною та вторинною обмотками. У нормальних умовах роботи трансформатора, він невеликий. Однак у разі розмикання ланцюга вторинної обмотки в осерді буде існувати лише магнітний потік первинної обмотки, який значно перевищує різницю магнітних потоків. Втрати в осерді різко зростуть, трансформатор перегріється і вийде з ладу («пожежа заліза»). Крім того, на кінцях обірваного вторинного ланцюга з'явиться велика напруга ЕРС, небезпечна для роботи оператора. Тому трансформатор струму не можна вмикати у лінію без приєднаного до нього навантаження. У разі потреби від'єднання вимірювального приладу від вторинної обмотки трансформатора струму, її обов'язково потрібно закоротити.